# Максим Годар
Максим Годар (2 жовтня 1998 , Комп'єнь ) — французький актор.

## Життєпис
Максим Годар — син Александра і Флоренс Годар. У віці восьми років почав своє театральне навчання у Centre Culturel de Noyon. Побачивши он-лайн оголошення, він взяв участь у кастингу для фільму Маленький Ніколя. Режисер фільму Лоран Тірар обрав Максима на роль Ніколя лише після другої співбесіди.

## Особисте життя
Максим Годар гей.

## Фільмографія

### Актор
- 2009: Маленький Ніколя — Ніколя[5][6][7]
- 2009: Найкращі друзі в світі, фр. Les Meilleurs Amis du Monde — Брюс

### Телебачення
- 2010: Le Grand restaurant — Чарльз